# Tetrastigma petrophilum
Tetrastigma petrophilum är en vinväxtart som beskrevs av Carl Karl Adolf Georg Lauterbach. Tetrastigma petrophilum ingår i släktet Tetrastigma och familjen vinväxter. Inga underarter finns listade i Catalogue of Life.